# Die Insel (Fernsehserie)
Die Insel ist eine deutschsprachige sechsteilige Mysteryserie von Eberhard Pieper mit Christian Kohlund in der Hauptrolle, die von Oktober bis November 1987 auf Das Erste gesendet wurde. Das Drehbuch schrieb Rolf Honold unter seinem Pseudonym W. G. Larsen.

## Inhalt
Im Mittelpunkt dieser Fernsehserie steht der Geschäftsmann Christian Hanstein, der wegen seiner ominösen Krankheit die Führungsposition des Familienkonzerns an seinen Bruder übergibt, damit er sich auf der Nordseeinsel Langeoog der Therapie des angeblichen Wunderheilers Dr. Wabra unterziehen kann.
Die sechs einstündigen Folgen liefen vom 5. Oktober bis zum 9. November 1987 immer montags zur Hauptsendezeit im Programm der ARD.

## Episodenliste
| Nr. (ges.) | Nr. (St.) | Originaltitel           | Erstausstrahlung D |
| ---------- | --------- | ----------------------- | ------------------ |
| 1          | 1         | Weiter weg als Hawaii   | 5. Okt. 1987       |
| 2          | 2         | Rivalen                 | 12. Okt. 1987      |
| 3          | 3         | Die Ausstellung         | 19. Okt. 1987      |
| 4          | 4         | Gelegenheit macht Diebe | 26. Okt. 1987      |
| 5          | 5         | Der Pausenhof           | 2. Nov. 1987       |
| 6          | 6         | Der Anschlag            | 9. Nov. 1987       |